# Centimètre d'eau
Le centimètre d'eau ou cmH2O est une unité de pression. Il est utilisé en médecine pour mesurer la pression des veines (comme celle de la veine cave), du cerveau ou du liquide cérébrospinal. On l'utilise aussi pour les pressions relatives à la respiration et à la ventilation mécanique. On peut de plus le rencontrer dans les systèmes de distribution d'eau comme les canalisations exprimé en mètre de colonne d'eau (pression en mH2O).

## Définition
Il est défini comme la pression exercée par une colonne de 1 cm d'eau à 4 °C (température à laquelle la densité de l'eau est maximale) dans les conditions standards de gravité terrestre.

## Conversion du cmH2Oen d'autres unités de pression
1 cmH2O = 98,0638 pascals = 98,063 8 × 10−5 bar
1 cmH2O = 0,735 5 mmHg
Pour convertir cette mesure en d'autres unités, la table suivante est souvent utilisée :
1 mmHg = 1,36 cmH2O = 0,133 kPa = 0,0193 psi = 1,3332 mbar